# Наш први албум са путовања
Наш први албум са путовања је дебитански студијски албум женског акустичног бенда Фрајле издат 17. септембра 2012. године под издавачком кућом ПГП РТС у Србији и у Босни и Херцеговини под издавачком кућом Хајат продукције и под издавачком кућом Aкваријус рекордс у Хрватској.
Ово име је добио јер је написан на многим путовањима на којима су Фрајле тада биле.
Албуму су претходила 3 веома успешна и популарна сингла, а то су Ich liebe Dich, Штиклице и Фина.
Албум се састоји из 12 нумера (10 стандардних нумера и два бонус ремикса). Од тих 10 песама, саме Фрајле су биле аутори 9 композиција, док је песму Жена на све спремна написао Зоран Симјановић за филм Увек спремне жене из 1987. године.
Продуцент на овом албуму јесте био Војислав Аралица, док су песме биле снимане у студију Загрљај у Београду.
Албум је остварио велики успех за Фрајле. Постигао је успех у Србији где је одштампан у три тиража и продат у преко 6.000 копија (за сада).